# نيسان لوريل
نيسان لوريل هي سيارة من صناعة نيسان موتورز أنتجت في 1968 وتوقف إنتاجها في 2002.